# Izonikotinamid
Izonikotinamid (piridin-4-karboksamid) je hemikalija bazirana na nikotinamidnoj strukturi, ali sa amidom u 4-poziciji, umesto 3-pozicije.